# 페티나
페티나(이탈리아어: Petina)는 이탈리아 캄파니아주 살레르노도에 있는 코무네이다.